# Fontenayi ciszterci apátság
A fontenayi apátság (ejtsd: fontöne) egy ciszterci apátság Franciaországban, Burgundia Côte-d’Or megyéjében.

## Története
Clairvaux-i Szent Bernát alapította 1118-ban, néhány évvel azután, hogy elhagyta a cîteaux-i apátságot. A Dijontól 60 km-re északnyugatra található apátság a 12. és 13. században virágzásnak indult, és a francia királyok pártfogását élvezte. A százéves háború és a francia vallásháborúk idején többször feldúlták. Később leáldozott a csillaga és 1745-ben a szerzetesek lebontották a refektóriumot. A francia forradalom alatt az apátságot szekularizálták. 1791-ben nemzeti tulajdonként eladták, és Claude Hugot papírgyárrá alakította át. A Montgolfier fivérek 1820 körül vásárolták meg az apátságot és számos ipari épület építésébe kezdtek, majd a rokon Marc Seguin tulajdonába került, aki szintén tudományos kutatási céllal használta az épületeket. 1862-ben műemlékké minősítették, de az apátság helyreállítására 1906-ig kellett várni. Edouard Aynard bankár és kultúrmecénás 1905-ben vásárolta meg, és a modern papírgyár épületeinek lebontásával visszaállította középkori megjelenését. A munka 1911-ig tartott. Az apátság ma is az Aynard család tulajdona. Az 1960-as és 1990-es években végzett felújítások után az apátság teljes pompájában megcsodálható, és 1981-ben az UNESCO az egész komplexumot a világörökség részévé nyilvánította.
Leszámítva a lebontott refektóriumot, megvan majdnem minden eredeti épület: a templom, a dormitórium, a kolostor, és a kiszolgálóépületek, mind román stílusban. Az apát háza illetve az ispotály későbbi építésűek.

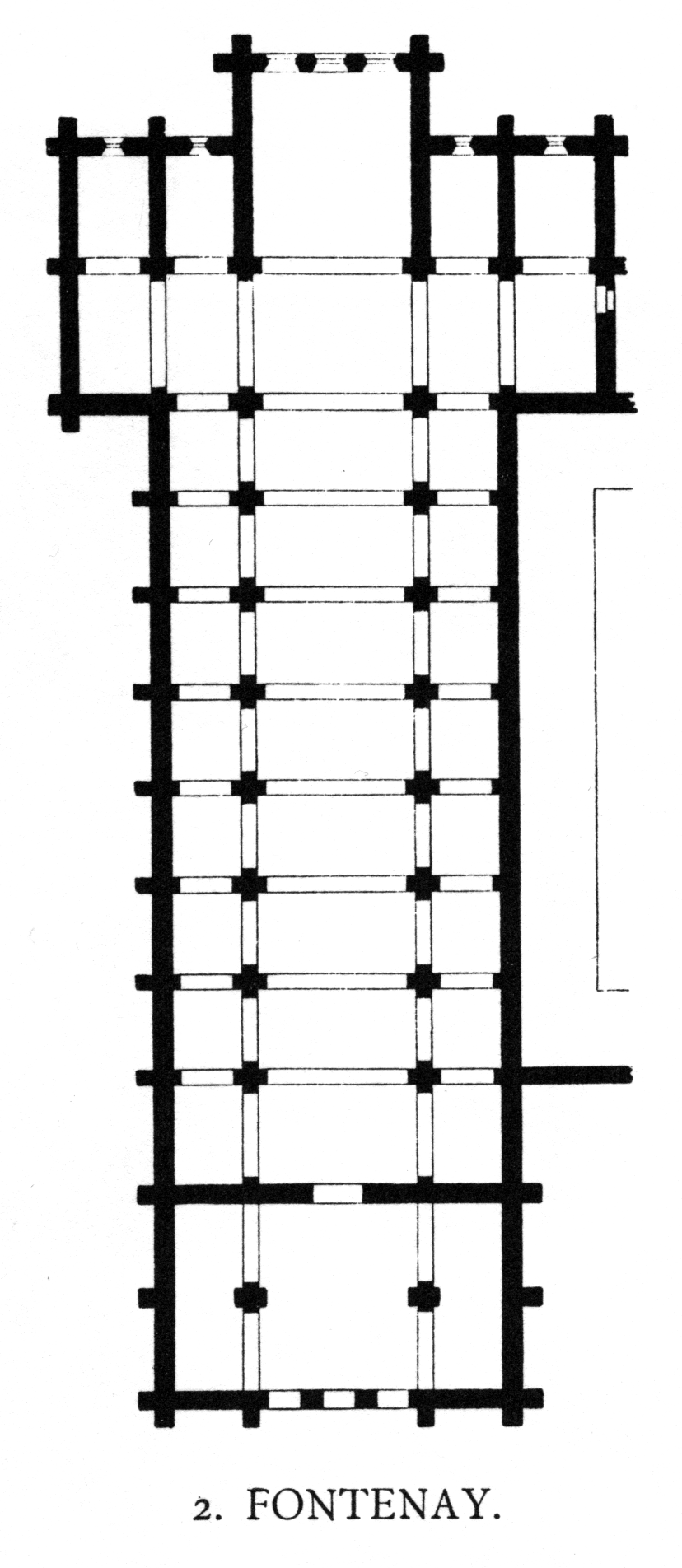
A templom alaprajza

Az apátság temploma 1139 és 1147 között épült és III. Jenő pápa szentelte fel 1147-ben. Az alaprajza kereszt alakú. A főhajó hossza 66 méter, szélessége 8 méter. A kolostor mérete 36×38 méter.

## Leírása
Az apátság részei a bazilika, a kolostor, az apát palotája, a gazdasági épületek és a kolostorkert.
A homlokzatot hét köríves ablak töri meg, lévén a hét a kereszténység szimbolikus  jelentőségű száma. Fent három ablak, lent pedig négy. A csak saját magával osztható hármas szám az isteni Szentháromságot jelképezi: Atya, Fiú és Szentlélek. A hármas a teljességet, szentséget és tökéletességet jelenti a szellemi világban. A középkori ábrázolásokon a világi városokat négy árkáddal jelölik, az égi Jeruzsálemet mindig három árkáddal. A négyes ezzel szemben a világ szimbóluma. A középkorban az anyagi világot a négy alapelemre osztották: tűz, víz, föld és levegő. Az emberi életben négy fő erény (bátorság, okosság, mértékletesség és igazságosság), négy temperamentum (kolerikus, flegmatikus, melankolikus és szangvinikus) létezik. Négyen voltak az egyházatyák is (Ambrus, Ágoston, Jeromos és Gergely), négy égtájat ismerünk és négy évszakot.
A rend ideáljának megfelelően a ciszterci templomok egyszerűek, erősek és világosak. A rend szabályai nem engedik meg a tornyokat. Szintén tilos a figurális oszlopfődísz, a faragott portálé és a színes ablaküveg. Ezáltal a ciszterciták éles ellentétben álltak a korabeli román stílusú építészettel, például a cluny-val.
A templom 66 méter hosszú és 16,70 méter magas. Hangulatához hozzátartozik, hogy a belső térben egyáltalán nincsenek ülőpadok vagy hasonló tárgyak, sőt padló sincs a döngölt agyagon kívül. A 12. századi összkép maradéktalanul fennmaradt.
A megvilágítás az oldalhajókon és a bejárati falon levő ablakcsoportokon keresztül történik. A belső tér vagy kőszínű maradt vagy fehérre vakolták - ez volt az egyedüli megengedett szín. Így a toronytalan épület semmilyen díszítést nem kapott.
A háromhajós bazilikában őrzik 13. századi, életnagyságúnál nagyobb Fontenayi Madonna szobrot. A magas oszlopok mögött 13. századi burgundiai nemesek sírjai sorakoznak. Szintén a 13. századból származik a gótikus oltár is.
A déli kereszthajóból egy lépcsőn át lehet a dormitóriumba jutni, azaz a szerzetesek hálószobájába. Ez 56 méter hosszú és kb. 1450-ből származik. A szerzetesek a fűtetlen, gyengén világított helyiségben aludtak szalmazsákon gyapjutakaró alatt, két sorban. A középkor során az ágyak közé fából készült válaszfalakat állítottak, így nyitott fülkék jöttek létre, amelyeket az átjárótól függöny zárt el. A 15. századtól kezdve engedélyezték a figyelőréssel ellátott ajtókat is. Az apát ellenőrizte, hogy az ágyakban nem rejtőzik-e valami olyan magántulajdonú tárgy, amellyel a szerzetesek vétenének a szegénységi fogadalom ellen.

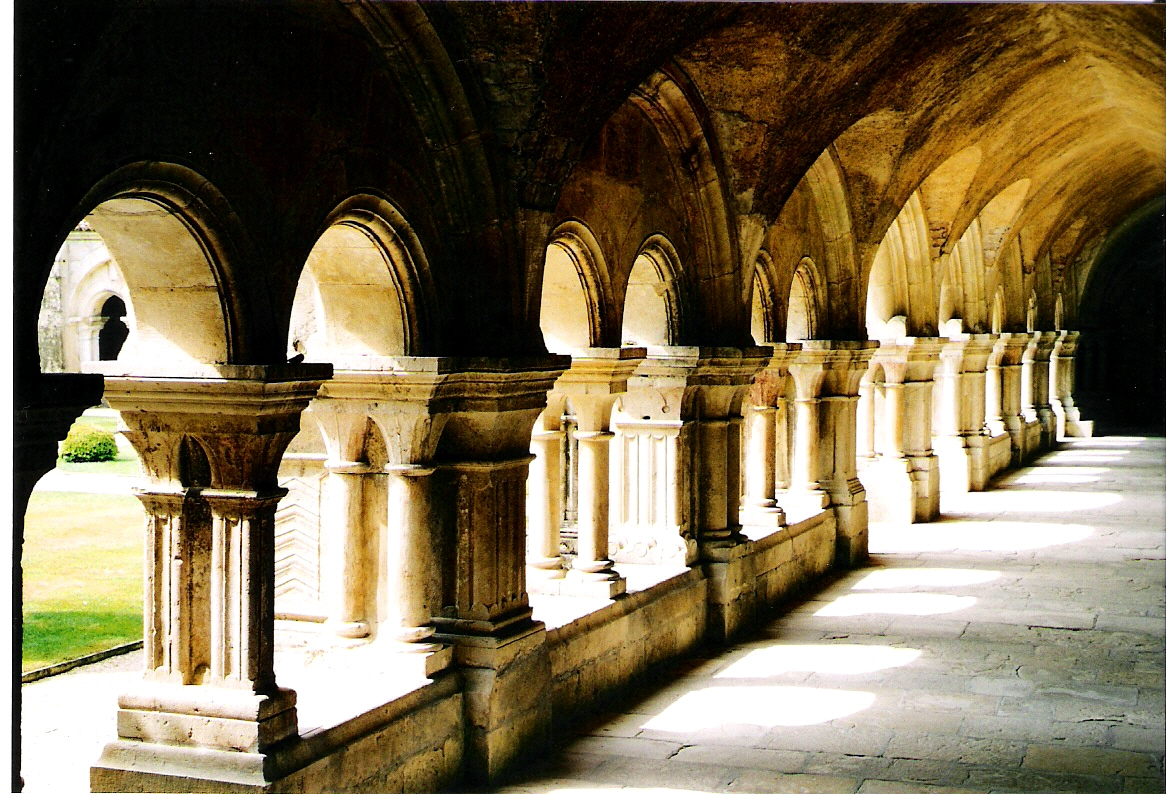
Keresztfolyosó

Eleinte a benedeki regula szerint az volt szokásban, hogy az összes szerzetes egy helyiségben aludt, így a dormitórium gyakran nagyobb volt, mint a templom hajója. Ezért később enyhítettek ezen a szabályon, de akkor is legalább 10 vagy 20 fős csoportokban töltötték az éjszakát. A hálóteremnek többnyire két bejárata volt, az egyik közvetlenül a templom kereszthajójából, a másik az udvarról. A fénynek nem volt szabad soha kialudnia, mert a sötétség félelmet ébreszt és nehezíti az ellenőrzést.
A román stílus mesterművének tartják a zöld kert körüli oszlopos keresztfolyosót. Az innen nyíló felolvasóterem, ahol a gyűléseket tartották, vagy a tanulmányoknak szentelték  magukat, egyes formáival már a gótikát vetíti előre. A kolostor egyedüli tartósan fűtött helyisége a kalefaktórium volt, amelynek két hatalmas tűzhelyénél melegedtek a szerzetesek.
A hagyományos minták alapján újjáalakított fűszerkertek körül helyezkedett el az ispotály, ahol a környékbeli betegeket látták el, illetve a kovácsműhely, amely fontos bevételi forrást jelentett a kolostornak. A 15. században jött létre a furcsa galambtorony, ami a szerzetesek vadászati jogára utal, illetve a kutyaólak.
A rokokó stílusát megőrző 18. századi apáti palota jelenleg az Aynard család lakóhelye.

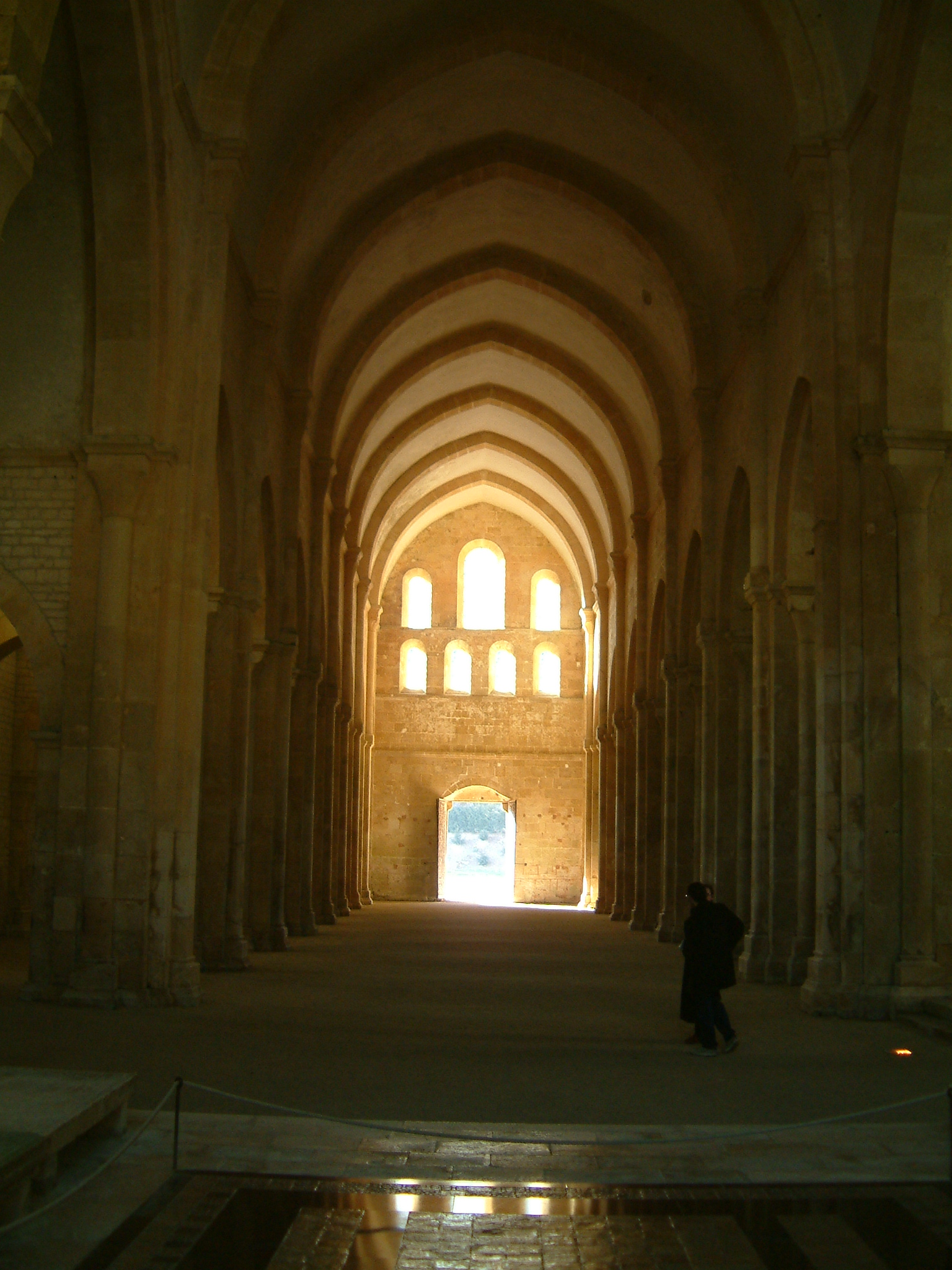
A templom belseje
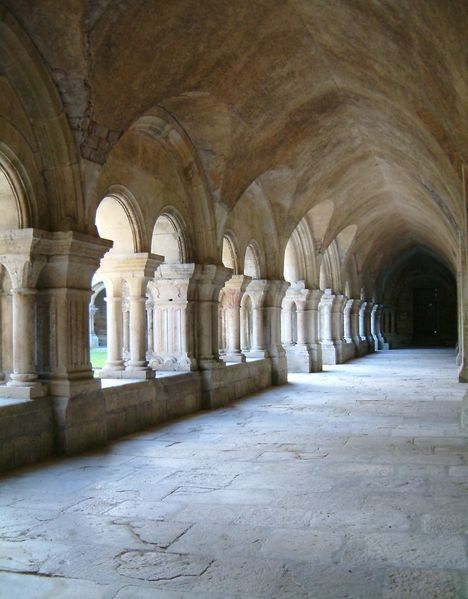
Kolostor
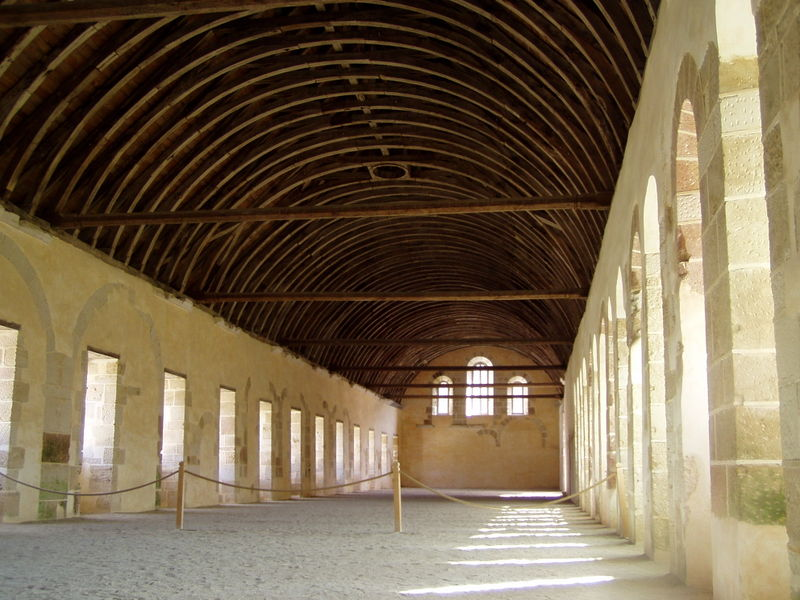
Dormitórium
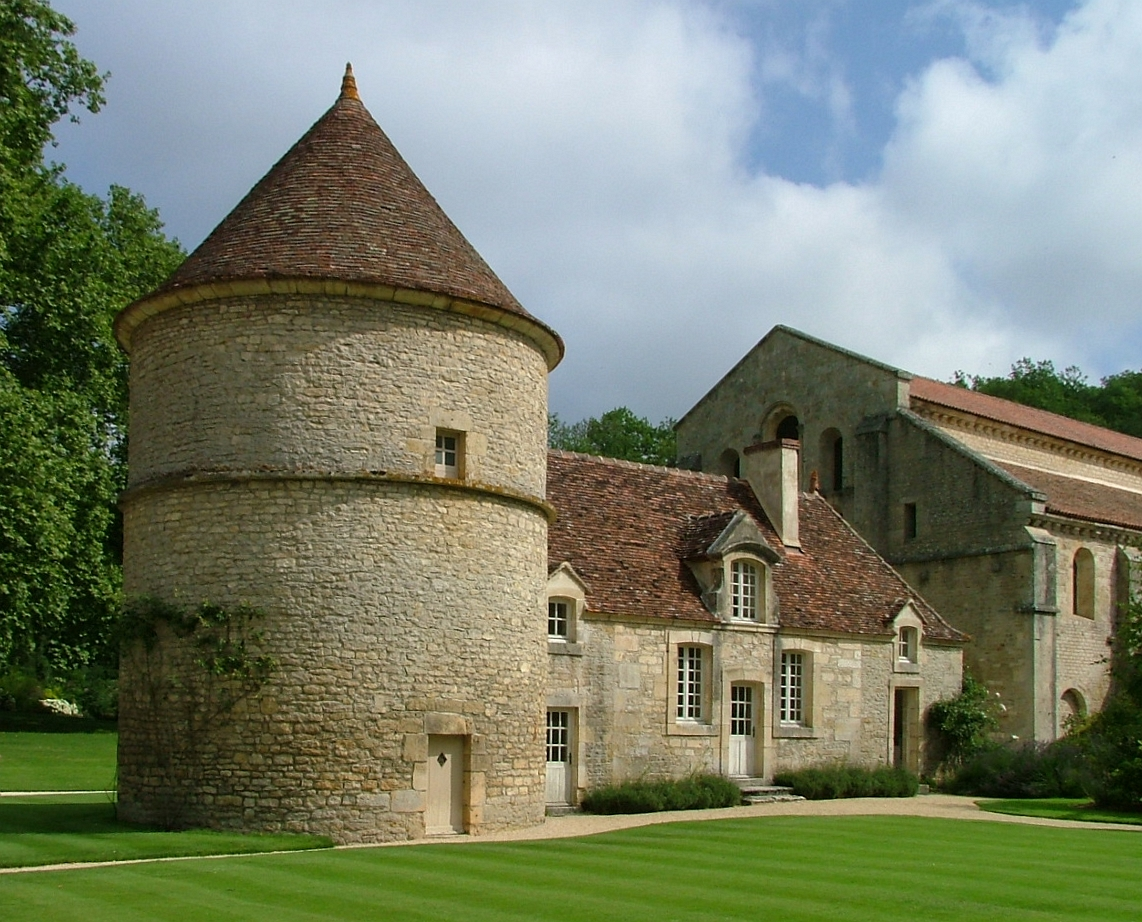
Galambház